# Kråksånger
Kråksånger är det första studioalbumet av Mikael Wiehe, Nyberg, Franck & Fjellis. Albumet släpptes 1981. Det är Wiehes tredje album totalt.

## Låtlista
All text och musik av Mikael Wiehe, där inget annat anges.
Sida ett
1. "Allt vad jag begär" - 5:42
2. "Katarina" - 4:18
3. "Gossekungen" - 5:03
4. "Flickan och kråkan" - 3:48

Sida två
1. "Strebersång" - 3:54
2. "Som om ingenting har hänt" - 5:40
3. "Längst upp i högsta tornet" (Text & musik: Bob Dylan, All Along the Watchtower. Sv. text: M. Wiehe) - 3:36
4. "Kom hem till mej" - 4:05

## Musiker
- Mikael Wiehe - sång, gitarr, altsax
- Jan Eric "Fjellis" Fjellström - elgitarr
- Arne Franck - bas
- Håkan Nyberg - trummor
- Greg FitzPatrick - synth

## Listplaceringar
| Lista (1981) | Topplacering |
| ------------ | ------------ |
| Sverige      | 6            |

### Fotnoter
1. ↑  ”Hitparad”. http://hitparad.se/showitem.asp?interpret=Mikael+Wiehe%2C+Nyberg%2C+Franck+%26+Fjellis&titel=Kr%E5ks%E5nger&cat=a. Läst 13 december 2011.